# 손환진
손환진(孫煌進, 1979년 1월 23일~)은 대한민국의 종합격투기 선수이다. 2009년 3월 5일, 은퇴를 선언했다.